# Podróże w czasie jako motyw literacki i filmowy

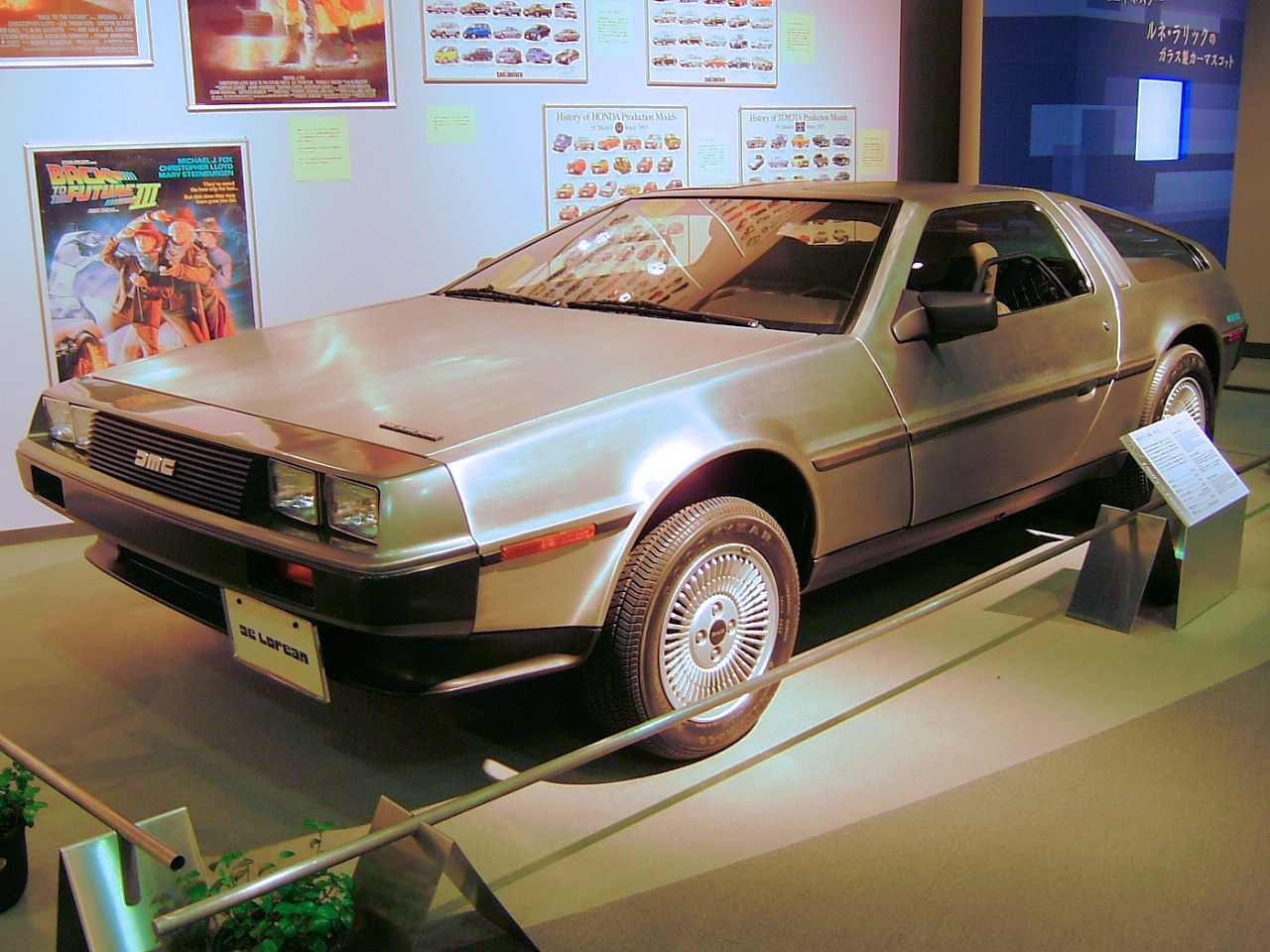
Samochód De Lorean przebudowany na wehikuł czasu z trylogii Powrót do przyszłości

Podróże w czasie, zarówno w przyszłość, jak i przeszłość, oraz związane z nimi możliwości i paradoksy są często istotnym wątkiem w literaturze fantastycznonaukowej.

## Pierwsze opisy w literaturze
Opowiadanie Memoirs of the Twentieth Century irlandzkiego pisarza Samuela Maddena z roku 1733 stanowi zbiór listów angielskich ambasadorów z różnych krajów. Występują w nim też listy z roku 1997 i 1998 dostarczone przez anioła stróża narratorowi, w których opisane jest życie ambasadorów w latach 90. XX wieku.
Francuski pisarz Louis-Sébastien Mercier w 1771 roku w noweli L’An 2440, rêve s’il en fut jamais (Rok 2440: Marzenie jeśli kiedykolwiek jakieś było) opisuje dzieje mężczyzny, który zasypia po burzliwej dyskusji z pewnym filozofem i budzi się w Paryżu roku 2440. Dwudziestoletnią podróż w czasie, również we śnie, odbywa Rip Van Winkle w opowiadaniu Washingtona Irvinga napisanym w 1819 r.
W 1838 roku w czasopiśmie Dublin Literary Magazine ukazało się krótkie opowiadanie Missing One’s Coach: An Anachronism anonimowego autora, w którym bohater zostaje przeniesiony wstecz o tysiąc lat. Zdarzenia mają jednak też senny charakter, choć przez pisarza Augusta Derletha zostały sklasyfikowane w 1951 roku jako opis podróży wstecz w czasie.
W powieści Charlesa Dickensa Opowieść wigilijna (1843) skąpiec Ebenezer Scrooge zostaje przeniesiony do własnej przeszłości i przyszłości i ma charakter zbliżony do współczesnych opisów podróży w czasie, choć Scrooge nie jest w stanie wpłynąć bezpośrednio na zdarzenia w przyszłości i przeszłości, a pozostaje jedynie biernym obserwatorem.
Bardziej jednoznaczna podróż w czasie została w 1861 roku opisana przez francuskiego botanika Pierre’a Boitarda w książce Paris avant les hommes (Paryż przed człowiekiem), w której bohater zostaje przeniesiony w prehistoryczne tereny Paryża przed ich zaludnieniem.
Bardziej nowoczesny przykład fikcyjnej podróży w czasie widać też w krótkim opowiadaniu Edwarda Page’a Mitchella z 1881 roku opublikowanym w czasopiśmie New York Sun – The Clock That Went Backward (Zegar który chodził w tył). Również A Connecticut Yankee in King Arthur’s Court (1889) Marka Twaina, w którym bohater znajduje się w czasach króla Artura stanowi jeden z pierwszych przykładów tej tematyki w literaturze. Opowiadanie to, dzięki popularności autora, zostało odebrane w szerokich kręgach czytelników.
Pierwszą opowieścią, w której podróż w czasie dokonuje się za pomocą wehikułu czasu, to El Anacronópete hiszpańskiego pisarza Enrique Gaspara y Rimbau z roku 1887. Najbardziej popularnym przykładem wczesnej literatury o podróżach w czasie stała się powieść Wehikuł czasu autorstwa angielskiego pisarza Herberta George’a Wellsa, która ukazała się w 1895 roku. Choć Wells pracował nad zagadnieniem już od 1888 roku, publikując wpierw prekursora bestsellera – mniej popularną powieść The Chronic Argonauts.
Powieść Tourmalin’s Time Cheques z 1891 r. napisana przez Thomasa Ansteya Guthrie (ukazała się pod pseudonimem autora – F. Anstey) zajmuje się po raz pierwszy paradoksami wynikającymi z podróżowania wstecz w czasie.

## Literatura współczesna i film
Na kanwie powieści Wellsa powstały niezliczone utwory z tematyką podróży w czasie. Z ogromną popularnością spotkała się trylogia amerykańska Powrót do przyszłości, której pierwsza część weszła na ekrany kin w roku 1985. Rolę Wehikułu czasu przejął w filmie specjalnie zmodyfikowany samochód sportowy. Trylogia podejmuje zagadnienie paradoksów związanych z podróżą wstecz w czasie oraz prawdopodobnie tzw. wieloświatów – równolegle obok siebie istniejących wszechświatów.
Innym szeroko spopularyzowanym przykładem jest Captain Future powieść amerykańska z lat 40. XX wieku. Światową popularność zyskał oparty na niej japoński serial animowany z 1978 roku.
W literaturze współczesnej po motyw podróży w czasie sięgnął m.in. Dean Koontz. W jego powieści „Grom” wynalazku umożliwiającego podróże w czasie dokonali w czasie II wojny światowej niemieccy narodowi socjaliści, a główny bohater usiłuje na różne sposoby przeszkodzić im w wykorzystaniu wynalazku do wygrania wojny i zdobycia władzy nad światem.
Motyw podróży w czasie pojawia się również w utworach Harry’ego Harrisona z cyklu Stalowy Szczur np. Stalowy Szczur ocala świat gdzie bohaterowie podróżują w obu kierunkach.

## Literatura
Nie wszystkie wczesne opisy są jednoznacznym nawiązaniem do współczesnego obrazu podróży w czasie znanego z dzisiejszej literatury science-fiction
- Memoirs of the Twentieth Century – Irlandia, 1733
- L'An 2440, rêve s'il en fut jamais – Francja, 1771
- Opowieść wigilijna – A Christmas Carol, Wielka Brytania, 1843
- Paris avant les hommes – Francja, 1861
- El Anacronópete – Hiszpania, 1887
- The Chronic Argonauts – Wielka Brytania, 1888 (prekursor Wehikułu czasu)
- Jankes na dworze króla Artura – USA, 1889
- Golf in the Year 2000 – Wielka Brytania, 1892
- Wehikuł czasu (The Time Machine) – Herbert George Wells, Wielka Brytania, 1895
- Torpeda czasu – Antoni Słonimski, 1923
- Koniec wieczności (The End of Eternity) – Isaac Asimov, Stany Zjednoczone, 1955
- Drzwi do lata (The Door into Summer) – Robert A. Heinlein, Stany Zjednoczone, 1956
- Przez ocean czasu – Bohdan Korewicki, 1957
- Czarna komnata profesora Tarantogi – Stanisław Lem, 1963 (scenariusz do widowiska telewizyjnego)
- Filmowy wehikuł czasu (Technicolor Time Machine) – Harry Harrison, Stany Zjednoczone, 1967
- Człowiek z dwóch czasów (The Two-Timers) – Bob Shaw, Wielka Brytania, 1969
- Bogowie wojny (Les seigneurs de la guerre) – Gérard Klein(inne języki), Francja, 1971
- Cylinder van Troffa – Janusz A. Zajdel, 1980
- Strażnicy czasu (The Guardians of Time) – Poul Anderson, Stany Zjednoczone, 1981
- Nie masz wroga prócz czasu (No Enemy But Time) – Michael Bishop, Stany Zjednoczone, 1982
- Rebelia w czasie (Rebel In Time) – Harry Harrison, Stany Zjednoczone, 1983
- Pan Samochodzik i człowiek z UFO – Zbigniew Nienacki, 1985
- Program "Wahadło" (Project Pendulum) – Robert Silverberg, Stany Zjednoczone, 1987
- cykl Obca (Outlander) – Diana Gabaldon, Stany Zjednoczone, od 1992
- Księga Sądu Ostatecznego (Doomsday Book) – Connie Willis, Stany Zjednoczone, 1992
- Statki czasu (The Time Ships) – Stephen Baxter, 1995 (kontynuacja Wehikułu czasu)
- Nie licząc psa (To Say Nothing of the Dog) – Connie Willis, 1997
- Fiasko – Stanisław Lem
- Harry Potter i więzień Azkabanu – J.K.Rowling, 1999
- Felix, Net i Nika oraz Teoretycznie Możliwa Katastrofa – Rafał Kosik, 2005
- Operacja Dzień Wskrzeszenia – Andrzej Pilipiuk, 2006
- www.1939.com.pl i www.1944.waw.pl – Marcin Ciszewski; 2008, 2009
- Dallas '63 – Stephen King, 2011
- Arka czasu – Marcin Szczygielski 2013
- Continuum – Kamil Brach, 2014

## Film oraz inne media

### Filmy
- 12 małp – Twelve Monkeys, USA, 1995
- Avengers: Koniec gry – Avengers: Endgame, USA, 2019
- Bandyci czasu – Time Bandits, Wielka Brytania, 1981
- Czas na miłość – About time, USA, 2013
- Częstotliwość – Frequency, USA, 2000
- Deja Vu – Déjà vu, USA, 2006
- Dom nad jeziorem – The Lake House, USA, 2006
- Efekt motyla – The Butterfly Effect, USA, 2004
- Fiddlers Three – Fiddlers Three, Wielka Brytania, 1944
- Filar – La Jetée, Francja, 1962
- Goście, goście – Les Visiteurs, Francja, 1993
- Goście, goście II – korytarz czasu – Les Couloirs du temps: Les visiteurs 2, Francja, 1998
- Goście w Ameryce – Just Visiting, Francja, USA, 2001
- Gwiezdne wrota: Continuum – Stargate: Continuum, Kanada, USA, 2008
- I uderzył grom – A Sound of Thunder, USA, 2005
- Interstellar  - USA, 2014
- Ile waży koń trojański? – Ile waży koń trojański?, Polska, 2008
- Jeszcze raz Pearl Harbour – The Final Countdown, USA, 1980
- Kate i Leopold – Kate & Leopold, USA, 2001
- Linia czasu – Timeline, USA, 2003
- Na skraju jutra – Edge of Tomorrow, USA, Australia, 2014
- Next – Next, USA, 2007
- Obłęd – The Jacket, USA, 2005
- Od czasu do czasu – From Time to Time, Wielka Brytania, 2009
- Pętla czasu – Looper, USA, Chiny, 2012
- Planeta Małp – Planet of the Apes, USA, 1968
- Planeta Małp – Planet of the Apes, USA, 2001
- Powrót do przyszłości – Back to the future, USA, 1985
- Powrót do przyszłości II – Back to the future II, USA, 1989
- Powrót do przyszłości III – Back to the future III, USA, 1990
- Poza barierą czasu – Beyond the Time Barrier, USA, 1960
- Projekt Almanach: Witajcie we wczoraj – Project Almanac, USA, 2015
- Przeznaczenie – Predestination, Australia, 2014
- Star Trek IV: Powrót na Ziemię – Star Trek: The Voyage Home, USA, 1986
- Star Trek: Pierwszy kontakt – Star Trek: First Contact, USA, 1996
- Star Trek – Star Trek, USA, Niemcy, 2009
- Strażnik czasu – Timecop, USA, 1994
- Tajmiaki – Minutemen, USA, 2008
- Time Flies – Time Flies, Wielka Brytania, 1944,
- Terminator – The Terminator, USA, 1984
- Terminator 2: Dzień sądu – Terminator 2: Judgment Day, USA, 1991
- Terminator 3: Bunt maszyn – Terminator 3: Rise of the Machines, USA, 2003
- Terminator: Genisys – Terminator Genisys, USA, 2015
- Ucieczka z Planety Małp – Escape from the Planet of the Apes, USA, 1971
- Wehikuł czasu – The Time Machine, USA, 1960
- Wehikuł czasu – The Time Machine, USA, 2002
- Wynalazek – Primer, USA, 2004
- Zaklęci w czasie – The Time Traveler’s Wife, USA, 2009
- Zbrodnie czasu – Cronocrímenes, Hiszpania, 2007
- Tenet

### Seriale
- Terminator: Kroniki Sary Connor – Terminator: The Sarah Connor Chronicles, USA, 2008–2009
- Herosi – Heroes, USA, 2006–2008
- Zagubieni – Lost, USA, 2004–2010
- Journeyman – podróżnik w czasie – Journeyman, USA, 2007
- Doctor Who, Wielka Brytania, 1963–1989, kontynuowany od 2005
- Zagubiony w czasie – Quantum Leap, USA, 1989–1993
- Misja w czasie – Seven Days, USA, 1998–2001.
- Filip z przyszłości – Phil of the Future, USA, 2004–2006
- Tango z aniołem – Tango z aniołem, Polska, 2005–2006
- Miasteczko South Park – South Park – (odc.) Goobacks, sezon 8, USA (serial animowany)
- Gwiezdne wrota – odcinki: 1969 (sezon 2), Window of Opportunity (sezon 4), 2001 (sezon 5), Moebius, część 1 i 2 (sezon 8)
- Gwiezdne wrota: Atlantyda – odcinki: Before I Sleep (sezon 1), The Last Man (sezon 4)
- Gwiezdne wrota: Wszechświat – odcinki: Time (sezon 1), Twin Destinies, Common Descent (sezon 2)
- Loki – USA, 2021
- Star Trek: Enterprise – wątek wojny temporalnej
- Steins;Gate – シュタインズ ゲート (j.jap.), Japonia, 2011
- W pułapce czasu – Time Jam: Valerian & Laureline (j.ang.), Francja, Japonia, 2007 (serial animowany)
- Futurama – Futurama, USA, 1999–2013 (serial animowany)
- Continuum: Ocalić przyszłość – Continuum, USA, 2012–2014 (serial TV)
- Tajemnica Sagali, Polska, Niemcy, 1996
- Flash, USA, od 2014
- DC’s Legends of Tomorrow, USA, od 2016
- Dark, Niemcy, 2017–2020
- Outlander, USA, od 2014
- Znajdź mnie w Paryżu, 2018-2020
- Świat według Kiepskich, Polska - odcinki:Wio!, Jesień Średniowiecza, Rowerek

### Gry komputerowe
- Legacy of Kain – USA, 1996–2004
- Life is Strange – Francja, 2015